# 웨곤 마스터
웨곤 마스터(Wagon Master)는 미국에서 제작된 존 포드 감독의 1950년 서부 영화이다. 벤 존슨 등이 주연으로 출연하였다.

## 출연

### 주연
- 벤 존슨
- 조안느 드루

### 조연
- 해리 커리 쥬니어
- 워드 본드
- 찰스 켐퍼
- 앨런 모우브레이
- 제인 다웰